# Smilovice (district de Frýdek-Místek)
Pour les articles homonymes, voir Smilovice.
Smilovice  (en polonais Śmiłowice  ; en allemand : Smilowitz) est une commune du district de Frýdek-Místek, dans la région de Moravie-Silésie, en République tchèque. Sa population s'élevait à 852 habitants en 2021.

## Géographie
Smilovice se trouve dans l'est du pays, sur la rivière Ropičanka, à 8 km au sud-ouest du centre de Třinec, à 15 km à l'est-sud-est de Frýdek-Místek, à 29 km au sud-sud-est d'Ostrava et à 301 km à l'est-sud-est de Prague. Le village se situe dans la région historique de la Silésie de Cieszyn.
La commune est limitée par Střítež et Ropice au nord, par Třinec à l'est, par Řeka au sud et par Komorní Lhotka et Hnojník à l'ouest.

## Histoire
De 1938 à 1939, le village était rattaché à la Pologne comme territoire Zaolzie. De 1939 à 1945, il fut rattaché à l'arrondissement de Teschen de la province de Silésie de l'Allemagne nazie.

## Population
La commune compte une importante minorité polonaise : 26,4 % de la population au recensement de 2001.

## Transports
Par la route, Smilovice  se trouve à 11 km de Třinec, à 20 km de Frýdek-Místek, à 41 km d'Ostrava et à 372 km de Prague.

## Personnalité
- Jerzy Buzek, ancien chef du gouvernement polonais et président du Parlement européen, y est né en 1940.